# 川俣晃人
川俣 晃人（かわまた あきと、1992年9月2日 - ）は、日本の元ラグビーユニオン選手。現在ジャパンラグビーリーグワン三重Honda HEATの主務を務めている。

## プロフィール
- 東京都出身[1]。
- ポジションはプロップ(PR)。
- 身長 172 cm、体重 100 kg
- ニックネームはマタ。
- 関東大学オールスターゲームのリーグ戦選抜に選ばれたことがある[2]。
- 兄の直樹もラグビー選手（現・三菱重工相模原ダイナボアーズ）[3]。

## 略歴
2011年、正智深谷高校卒業後、拓殖大学に入学する。
2014年、拓殖大学ラグビー部の主将に就任した。
2015年、拓殖大学卒業後、Honda Heatに加入。同年12月19日に行われたジャパンラグビートップリーグ第6節のNTTコミュニケーションズシャイニングアークス戦にて途中出場で公式戦初出場を果たす。
2021年、現役を引退した。